# Den kristna bokringen
Den kristna bokringen var en bokklubb som existerade under tiden 1970 till 1993.
Den kristna bokringen (DKB) var en bokklubb inom Pingströrelseknutna Tidnings AB Dagen som utkom med omkring tio titlar per år från 1970. Bokklubben hade såväl utländska som svenska författare och först ut var en bok av amerikanska evangelisten Kathryn Kuhlman. Klubben blev snabbt populär och hade efter bara några månader mer än 12 000 medlemmar. Säväl försäljning som distribution skedde i samarbete med Bra Böckers lexikon. Klubben lades ner 1993.